# Gina Tolleson
Gina Marie Tolleson đã chiến thắng trong cuộc thi Hoa hậu bang Nam Carolina và đại diện cho bang này tham dự cuộc thi Hoa hậu Mỹ năm 1990 và đạt giải Á hậu 1. Sau đó cô được chọn làm đại diện cho Hoa Kỳ tại cuộc thi Hoa hậu Thế giới năm 1990 tổ chức tại Vương quốc Anh và Na Uy. Cô là Hoa hậu Thế giới thứ hai đến từ Hoa Kỳ (người đầu tiên là Marjorie Wallace đến từ bang Indiana nhưng bị mất ngôi sau 104 ngày).
Gina Tolleson đã kết hôn với ngôi sao truyền hình Alan Thicke khi cô dẫn chương trình cho cuộc thi Hoa hậu Thế giới 1991 tại Atlanta, bang Georgia. Họ có một đứa con là Carter Thicke vào tháng 7 năm 1997, sau đó cô ly dị với Alan vào năm 1999. 
Gina trở thành biên tập cho tạp chí Santa Barbara vào năm 2002. Cô kết hôn với Christian Wiesenthal và có hai con, Luca sinh tháng 9 năm 2005 và Tiago sinh tháng 12 năm 2006.
| Tứ đại Hoa hậu (1990)      | Tứ đại Hoa hậu (1990)          | Tứ đại Hoa hậu (1990)             | Tứ đại Hoa hậu (1990)     |
| -------------------------- | ------------------------------ | --------------------------------- | ------------------------- |
| Hoa hậu Hoàn vũ Mona Grudt | Hoa hậu Thế giới Gina Tolleson | Hoa hậu Quốc tế Silvia de Esteban | Hoa hậu Trái đất không có |